# Jerid Lacuna
La Jerid Lacuna è una struttura geologica della superficie di Titano.